# Пари Саунд
Пари Саунд (енгл. Parry Sound) је градић у Канади у покрајини Онтарио. Према резултатима пописа 2011. у граду је живело 6.191 становника.

## Становништво
Према резултатима пописа становништва из 2011. у граду је живело 6.191 становника, што је за 6,4% више у односу на попис из 2006. када је регистровано 5.818 житеља.
| 2006. | 2011. | 2016. |
| ----- | ----- | ----- |
| 5.818 | 6.191 | 6.408 |